# کوه جمسی
کوه جمسی (به انگلیسی: Gemse Peak) یک کوه در کانادا است که در بریتیش کلمبیا واقع شده‌است. کوه جمسی ۱٬۸۹۰ متر بالاتر از سطح دریا واقع شده‌است.